# Forêt appalachienne
La forêt appalachienne est une large bande forestière de direction Nord-Sud qui se situe dans l'Est des États-Unis.Elle fait partie du groupe des forêts tempérées d'arbres à feuilles caduques.
Cette forêt est caractérisée par un très grande richesse floristique avec 31 genres de feuillus (contre 19 en France), ce qui lui donne une grande variété de couleurs en automne. Les espèces sont très nombreuses, on dénombre 28 variétés de Chêne (sept en France), six variétés d'Orme (trois en France), s'y ajoutent une soixantaine d'espèces pour l'étage arbustif. Cette grande diversité est liée au climat humide (toujours plus de 50 mm d'eau par mois), même si les hivers sont moins arrosés. Les modifications climatiques du Quaternaire n'ont pas fait disparaitre certaines espèces (bienfait de la disposition Nord-Sud ?). Les espèces ont une large distribution spatiale : le Chêne blanc (Quercus alba), Quercitron (Quercus velutina) sont présents sur 85 % de la surface, le Chêne rouge (Quercus rubra) et le Châtaignier americain (Castanea dentata) sur les trois quarts. Le Hêtre (Fagus grandifolia) est très présent, toujours en mélange.
C'est une forêt assez sombre car les strates de végétation sont nombreuses (deux arborées, deux arbustives, deux herbacées)